# Французский институт Дальнего Востока
Французский институт Дальнего Востока (ФИДВ) (фр.  L'École française d'Extrême-Orient (EFEO)   — основан в 1898 году, под названием «Археологическая миссия в Индокитае».

## История
Представлял собой исследовательскую организацию, наподобие тех, что уже до этого были созданы в Риме и Афинах.
Сначала располагался в Сайгоне, потом в Ханое, всё время до начала Второй мировой находился под патронажем генерал-губернатора Индокитая.
В 1954 году (поражение Франции при Дьенбьенфу) штаб-квартира ФИДВ переехала на постоянное место в Париж.
В сферу научных интересов ФИДВ входят Южная и Юго-Восточная Азия, Дальний Восток. Региональные исследовательские центры находятся в Гонконге (КНР), Пуне и Пудучерри (Индия), Джакарте (Индонезия), Киото и Токио (Япония), Пномпене и Сиемреапе (Камбоджа), Сеуле (Южная Корея), Вьентьяне (Лаос), Куала-Лумпуре (Малайзия), Рангуне (Бирма), Бангкоке и Чиангмае (Таиланд), Тайбэе (Тайвань), Ханое (Вьетнам).
В 1993-1998 директором института был крупнейший французский востоковед, специалист по Дальнему Востоку и Юго-Восточной Азии Дени Ломбар.